# Hertshoornweegbree
De hertshoornweegbree (Plantago coronopus) is een in België en Nederland van nature voorkomende, eenjarige of vaste, tweeslachtige, 5–20 cm hoge  plant met een penwortel. 

## Kenmerken
De grondstandige bladeren staan in bladrozetten. Het blad is vlezig of zachtbehaard, enkelvoudig, lijn- tot lintvormig en/of veervormig ingesneden en toegespitst. De bladrand is gaaf of getand. De basis van de bladschijf is gevleugeld. De nerven zijn in een veernervig patroon gerangschikt. De bladsteel is zeer kort of afwezig.

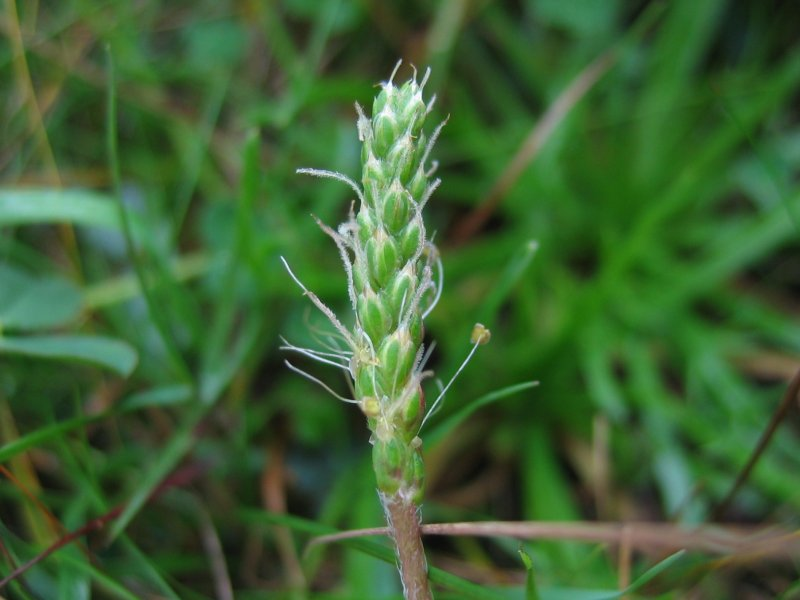
Aar (bloeiwijze)

De bloemstengel is rechtopstaand of opstijgend, behaard, rond en massief.
De bloeiwijze is een aar. De witte bloemen zijn buis- of stervormig en radiair symmetrisch. De bloemen bestaan uit vier kroonbladen en vier kelkbladen. De kroon is even lang of korter dan de kelk. De bloemen hebben vier meeldraden en één stijl met één stempel. Hertshoornweegbree bloeit van juni tot september. Na bevruchting worden er doosvruchten gevormd.

## Verspreiding
De hertshoornweegbree komt voor in de kustregio's van Europa, Noord-Afrika en Voor-Azië.
De plant groeit op ziltige, zandige plekken in duinen, op zeedijken, hoge schorren en groene stranden. Deze plant kan goed tegen vertrapping en groeit op plaatsen waar andere planten niet goed gedijen. Bij het opkomen van andere soorten verdwijnt de hertshoornweegbree.

## Gebruik
Hertshoornweegbree is al vierhonderd jaar als groente in cultuur. Hij kan als groente van maart tot augustus worden gezaaid en na zeven tot acht weken worden geoogst. De jonge bladeren zijn geschikt voor consumptie. Ze kunnen worden gekookt of rauw in salades worden verwerkt. De groente bevat vitamine C, β-caroteen, vitamine B1 en voedingsvezels. Italië is de voornaamste producent van de hertshoornweegbree als groente.

Hertshoornweegbree
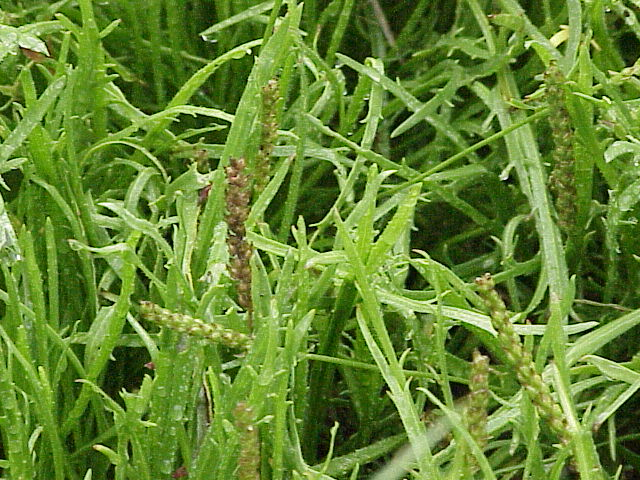
Rijpende aren
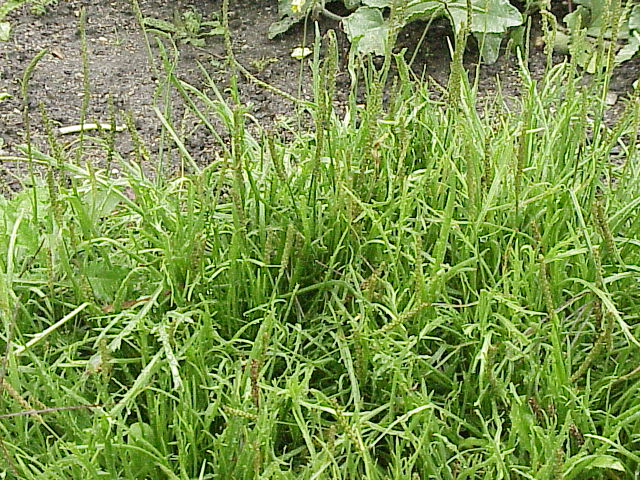
Groeiwijze
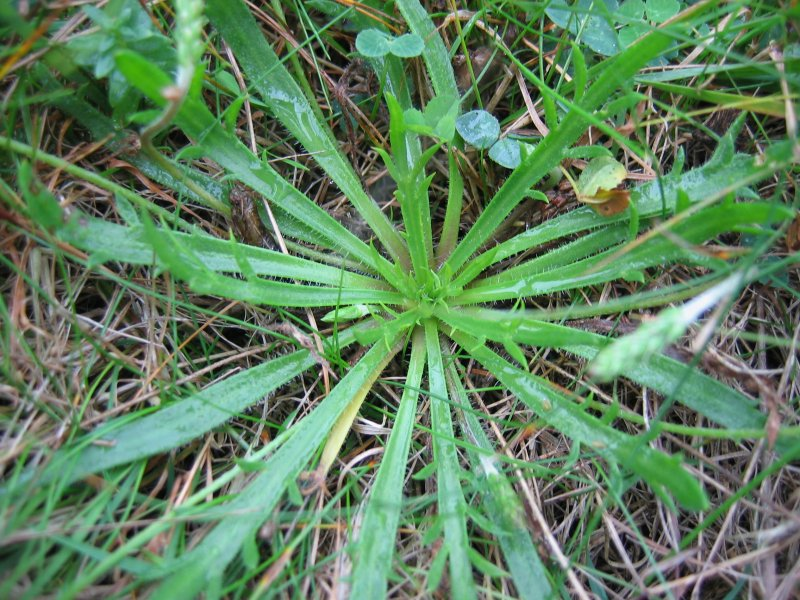
Bladrozet